# Sara Pastrana
Sara Elizabeth Pastrana (sinh ngày 12 tháng 3 năm 1999) là một vận động viên bơi lội người Honduras. Cô đã tham gia cuộc thi tự do 200 mét nữ tại Thế vận hội mùa hè 2016.